# Simone Patrizi
Simone Patrizi (Roma, 28 giugno 1978) è un cantante italiano di musica leggera.

## Biografia
Gli esordi di Simone risalgono al 1998, quando partecipa e vince al Festival delle Due Note, aggiudicandosi il primo posto con il brano Cercando scritta dal suo produttore Francesco Fiumara.
Nel 2001 il cantante affianca Massimo Di Cataldo in una serie di concerti.
Nel 2002 arriva terzo nella sezione Giovani del Festival di Sanremo con il brano Se poi mi chiami. Di lì a poco, pubblicherà il suo primo album Piccoli segni, dal quale verrà estratto il singolo L'onda che gli permette di arrivare primo tra le Giovani Proposte a Un disco per l'estate 2002, a Saint Vincent. I brani dell'album sono composti interamente da Fiumara.
Nel 2003 collabora con Mariella Nava, incidendo il brano Scrivilo negli occhi. Nello stesso anno i due intraprendono un tour live che si ripeterà anche l'anno successivo.
Nel 2006 Simone Patrizi partecipa alla terza edizione di Music Farm, reality show musicale condotto da Simona Ventura.
Nel 2014, dopo un periodo di silenzio, registra A parole mie per la miniserie Braccialetti rossi.
Nel 2015 entra a far parte del gruppo ØEN - Zero Estensioni Neuronali  con cui pubblica l’album La porta stretta che si aggiudica il Premio Lunezia
Dopo diversi anni di silenzio discografico, l’11 luglio 2025 pubblica il singolo Prima che sia il silenzio, un brano dai toni romantici. Il testo ruota attorno alla necessità di comunicare e di non lasciare che il silenzio prenda il sopravvento nei rapporti umani.

## Discografia

### Album
- 2002 - Piccoli segni

### Singoli
- 2001 - Messaggi confusi
- 2002 - Se poi mi chiami
- 2003 - L'onda
- 2025 - Prima che sia il silenzio